# Walter Santos
Walter Santos (1 de enero de 1982) es un deportista brasileño que compitió en judo. Ganó cuatro medallas en el Campeonato Panamericano de Judo, en los años 2005 y 2008.

## Palmarés internacional
| Campeonato Panamericano | Campeonato Panamericano | Campeonato Panamericano | Campeonato Panamericano |
| Año                     | Lugar                   | Medalla                 | Categoría               |
| ----------------------- | ----------------------- | ----------------------- | ----------------------- |
| 2005                    | Caguas (Puerto Rico)    | Medalla de oro          | +100 kg                 |
| 2005                    | Caguas (Puerto Rico)    | Medalla de oro          | Abierta                 |
| 2008                    | Miami (Estados Unidos)  | Medalla de oro          | +100 kg                 |
| 2008                    | Miami (Estados Unidos)  | Medalla de plata        | Abierta                 |